# Некрополь Смоленского собора Новодевичьего монастыря в Москве

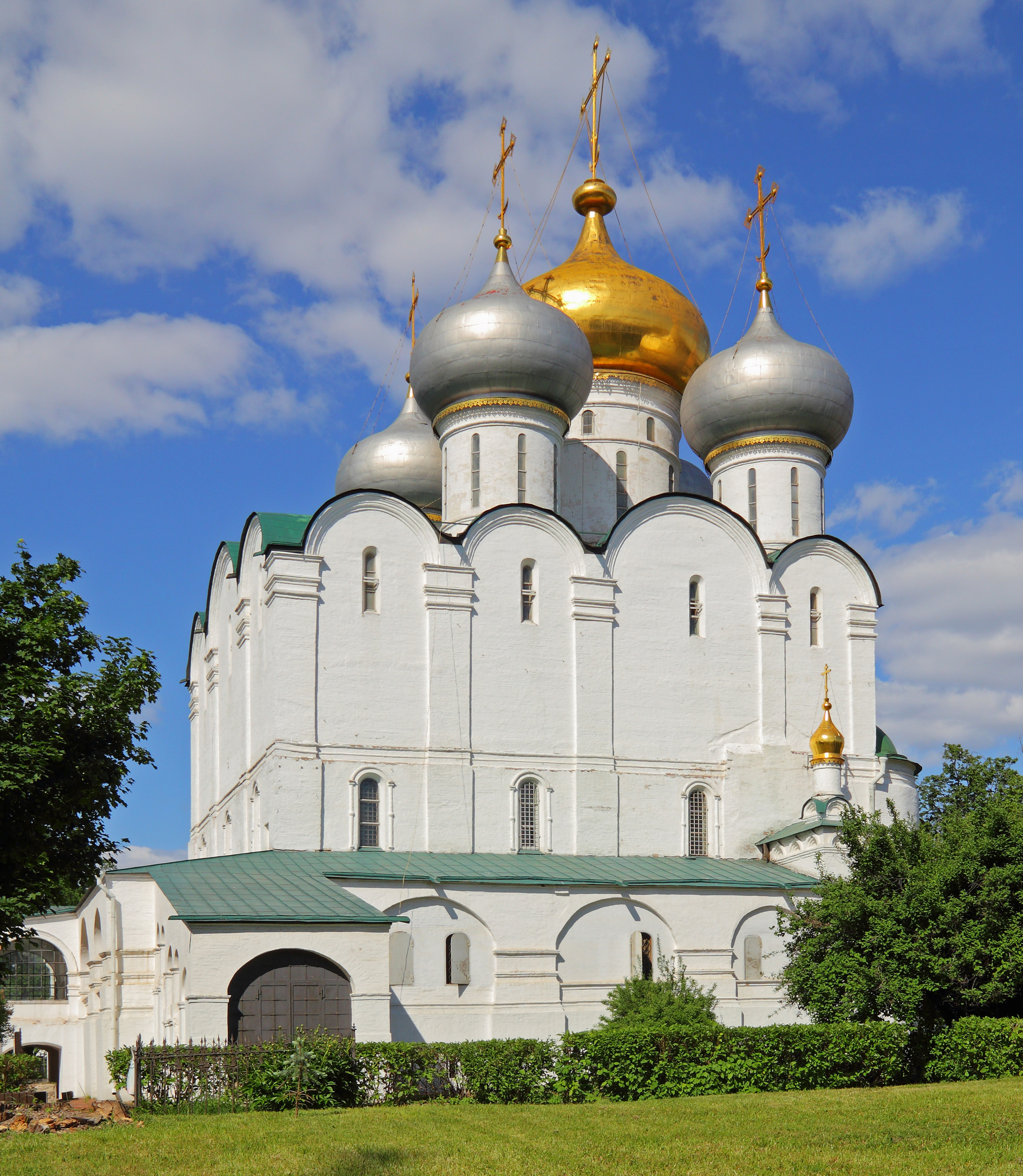

В подклете Смоленского собора Новодевичьего монастыря в старину хоронили высокопоставленных инокинь, в том числе из царской семьи, а также отдельных представителей боярства. О похороненных за стенами собора см. некрополь Новодевичьего монастыря. Всего известно о 53 захоронениях в соборе, причём большинство надгробий не сохранилось:

## Похороненные в соборе
- Царевна Софья Алексеевна, пострижена в монахини под именем Сусанны, перед смертью постриглась в великую схиму, взяв себе прежнее имя, София (3 июля 1704 года);
- Царевна Евдокия Алексеевна (10 мая 1712 года);
- Царевна Екатерина Алексеевна (1 мая 1718 года).
- Царица Евдокия Фёдоровна Лопухина, первая жена Петра I (27 августа 1731 года), пострижена под именем Елены.

## Похороненные в подклете
Царевны:
- Анна Ивановна, дочь Ивана Грозного (20 июля 1550 года);
- Елена Ивановна Шереметева, в иночестве Леонида (25 декабря 1596 года).

Князь:
- Иван Иванович Кубенский (21 июля 1546 года).

Бояре:
- Григорий Юрьевич Захарьин-Юрьев, дядя царицы Анастасии (1556/1557 год), в иночестве Гурий;
- Богдан Матвеевич Хитрово (1689 год, надгробие утрачено).

Княгини:
- Ульяна Андреевна Кубенская (Московская-Угличская), в иночестве Евпраксия,  (15 мая 1537 года);
- Ирина Ярославская (1553 год);
- Мария Ивановна Турунтаева, в иночестве Марфа (20 октября 1570 года);
- Ульяна (Иулиания) Дмитриевна Палецкая[1] (8 мая 1574 года/15 октября 1569 года), в монашестве — Александра;
- Мария Кубенская (?);
- Гликерия (Елена) Михайловна Морозова (Кубенская) (30 мая ?);
- Инокиня Анастасия (Агриппина) Воротынская (25 января 1570 года);
- Домна Ивановна Шереметева, в иночестве Евникия (1 марта 1583 года);
- Инокиня Александра, Анна Ивановна Кубенская (Воротынская) (25 декабря 1588 года);
- Мария Воротынская (1628 год);
- Ф. А. Голицына (1655 год);
- Евдокия Фёдоровна Одоевская, в схиме Евфросиния (21 сентября 1671 года);
- Евдокия Фёдоровна Одоевская, в схиме Евфросиния (21 сентября 1671 года);
- Н. Фёдоровна Воротынская (1674 год);
- Анна Никифоровна Лобанова, в схиме Антония (5 февраля 1709 года).

Княжны:
- Анна Фёдоровна Шереметева, в схиме Александра (2 сентября 1654 года);
- Е. Ивановна Воротынская (1637 год);
- Стефанида Ивановна Воротынская (1661 год);
- П(расковья) Ивановна Воротынская (1679 год).

Боярыни:
- Ирина Борисовна Кошкина, (1533 год), дочь Ивана Борисовича Тучкова-Морозова. Супруга Юрия Захарьевича Кошкина, бабушка царицы Анастасии;
- Иулиания (Ульяна) Захарьина-Юрьева, в иночестве Евпраксия (ум. 20 марта 1563 г.), супруга Григория Юрьевича Захарьина-Юрьева;
- Скудина (1595 год);
- М(ария) Ивановна Хитрово (1693 год);

Дворяне:
- М. Т. Дашкова, жена думского дворянина (1680 год);
- М. М. Самойлович, жена полковника (1688 год);
- С. М. Плохов (1728 год);
- П. Е. Пашкова (1781 год);
- П. Ф. Юшкова (1784 год);
- А. М. Борятинская (1785 год);
- Н. И. Хитрово (1788 год);
- И. Н. Хитрово (1826 год);
- Матвей Егорович Рузин (16 августа 1846 года)[2];
- Владимир Матвеевич Рузин, сын М. Е. Рузина (19 августа 1846 года);
- Татьяна Ивановна Рузина, жена М. Е. Рузина (22 июля 1875 года).

Игуменьи:
- Антонина (6 декабря 1689 года);
- Анастасия (Галекеевская)  (15 июля 1746 года).

Схиигуменья:
- Анастасия (Хоцковская) (8 июля 1693 года).

Схимонахини:
- Евпраксия (Ульяна Григорьева), жена Юрьева (20 марта 1563 года) (20 марта 1563 года);
- Марфа (Соловцова)  (20 августа 1580 года);
- Варвара псковка (1602 год);
- Анфиса Годунова (Панова) (11 декабря 1606 года);
- Венедикта (Кайсарова) (8 мая 1607 года);
- Монахиня Антония (Щербатова) (30 апреля 1747 года).

Иеромонах:
- Феодосий (1700 год).